# Prosopocoilus crenulidens
Prosopocoilus crenulidens là một loài bọ cánh cứng trong họ Lucanidae. Loài này được Fairmaire mô tả khoa học năm 1895.